# Campeonato Mundial de Atletismo Júnior de 2010 - Salto em altura masculino
A prova do salto em altura masculino do Campeonato Mundial de Atletismo Júnior de 2010 ocorreu entre os dias 21 e 23 de julho em Moncton, no Canadá. 

## Recordes
Antes desta competição, os recordes mundiais e do campeonato nesta prova eram os seguintes:
|     | Nome                       | Nacionalidade            | Altura | Local        | Data                                        |
| --- | -------------------------- | ------------------------ | ------ | ------------ | ------------------------------------------- |
| WJR | Dragutin Topić Steve Smith | Iugoslávia · Reino Unido | 2.37 m | Plovdiv Seul | 12 de agosto de 1990 20 de setembro de 1992 |
| CR  | Dragutin Topić Steve Smith | Iugoslávia · Reino Unido | 2.37 m | Plovdiv Seul | 12 de agosto de 1990 20 de setembro de 1992 |

## Medalhistas
| Ouro                     | Prata             | Bronze           |
| Mutaz Issa Barshim (QAT) | David Smith (USA) | Naoto Tobe (JPN) |

## Cronograma
Todos os horários são locais (UTC-4).
| Data        | Hora  | Evento       |
| ----------- | ----- | ------------ |
| 21 de julho | 18:40 | Qualificação |
| 23 de julho | 18:30 | Final        |

## Resultados

### Qualificação
A qualificação se iniciou no dia 21 de julho ás 18:40. 
Grupo A
| Posição | Atleta                 | Nacionalidade  | Resultados | Notas |
| ------- | ---------------------- | -------------- | ---------- | ----- |
| 1       | Mutaz Issa Barshim     | Catar          | 2.17       | q     |
| 2       | Nikita Anishchenkov    | Rússia         | 2.17       | q     |
| 3       | Naoto Tobe             | Japão          | 2.17       | q     |
| 4       | Janick Klausen         | Dinamarca      | 2.17       | q     |
| 5       | Carlos Layoy           | Argentina      | 2.14       | q     |
| 6       | Edgar Rivera           | México         | 2.14       | q     |
| 7       | Viktor Fajoyomi        | Hungria        | 2.14       |       |
| 8       | Artsiom Naumovich      | Bielorrússia   | 2.14       |       |
| 9       | Talles Silva           | Brasil         | 2.14       |       |
| 9       | Douwe-Jorn Amels       | Países Baixos  | 2.14       |       |
| 11      | Mateusz Przybylko      | Alemanha       | 2.10       |       |
| 11      | Maalik Reynolds        | Estados Unidos | 2.10       |       |
| 13      | Sam Bailey             | Reino Unido    | 2.10       |       |
| 14      | Vasileios Konstantinou | Chipre         | 2.05       |       |
| 15      | Jonathan Reid          | Jamaica        | 2.00       |       |
| 15      | Igor Hryhorov          | Ucrânia        | 2.00       |       |
| 16      | Alexandr Khardin       | Uzbequistão    | NH         |       |

Grupo B
| Posição | Atleta                 | Nacionalidade  | Resultados | Notas |
| ------- | ---------------------- | -------------- | ---------- | ----- |
| 1       | Jin Qichao             | China          | 2.17       | q     |
| 2       | Erik Sundlöf           | Suécia         | 2.17       | q     |
| 2       | David Smith            | Estados Unidos | 2.17       | q     |
| 4       | Branden Wilhelm        | Canadá         | 2.17       | q     |
| 5       | Jarosław Rutkowski     | Polónia        | 2.17       | q     |
| 6       | Giuseppe Carollo       | Itália         | 2.14       | q     |
| 7       | Adónios Mástoras       | Grécia         | 2.14       |       |
| 8       | Khalid Saeed Al-Saiari | Catar          | 2.10       |       |
| 9       | Gianmarco Tamberi      | Itália         | 2.10       |       |
| 10      | Hichem Krim            | Argélia        | 2.10       |       |
| 11      | Andrey Kovalyov        | Ucrânia        | 2.10       |       |
| 12      | Django Lovett          | Canadá         | 2.10       |       |
| 13      | Daniil Tsiplakov       | Rússia         | 2.05       |       |
| 14      | Takashi Eto            | Japão          | 2.05       |       |
| 15      | Raymond Higgs          | Bahamas        | 2.00       |       |
| 16      | Robin Pál              | Hungria        | 2.00       |       |
| 17      | Hsiang Chun-Hsien      | Taipé Chinesa  | NH         |       |

### Final
A prova final foi realizada no dia 23 de julho ás 18:30. 
| Posição           | Atleta              | Nacionalidade  | Resultados | Notas |
| ----------------- | ------------------- | -------------- | ---------- | ----- |
| Medalha de ouro   | Mutaz Issa Barshim  | Catar          | 2.30       |       |
| Medalha de prata  | David Smith         | Estados Unidos | 2.24       |       |
| Medalha de bronze | Naoto Tobe          | Japão          | 2.21       |       |
| 4                 | Nikita Anishchenkov | Rússia         | 2.21       |       |
| 5                 | Jin Qichao          | China          | 2.21       |       |
| 6                 | Edgar Rivera        | México         | 2.17       |       |
| 7                 | Carlos Layoy        | Argentina      | 2.17       |       |
| 7                 | Jarosław Rutkowski  | Polónia        | 2.17       |       |
| 7                 | Erik Sundlöf        | Suécia         | 2.17       |       |
| 10                | Janick Klausen      | Dinamarca      | 2.17       |       |
| 11                | Branden Wilhelm     | Canadá         | 2.13       |       |
| 12                | Giuseppe Carollo    | Itália         | 2.13       |       |

Legenda
| Recorde mundial       | Recorde mundial (World record)               |                       | Recorde africano                      | Recorde africano (African) |                                           | Q | Classificado por posição (Qualified) |
| Recorde do campeonato | Recorde do campeonato (Championship record)  | Recorde da América    | Recorde da América (Americas)         | q                          | Classificado por melhor tempo (Qualified) |   |                                      |
| Melhor marca do ano   | Melhor marca do ano (World leading)          | Recorde asiático      | Recorde asiático (Asian)              | DNS                        | Não largou (Did not start)                |   |                                      |
| Recorde nacional      | Recorde nacional (National record)           | Recorde europeu       | Recorde europeu (European)            | DNF                        | Não terminou (Did not finish)             |   |                                      |
| Recorde pessoal       | Recorde pessoal do atleta (Personal best)    | Recorde da Oceania    | Recorde da Oceania (Oceania)          | DSQ / DQ                   | Desclassificado (Disqualified)            |   |                                      |
| Recorde da temporada  | Recorde da temporada do atleta (Season best) | Recorde sul-americano | Recorde sul-americano (South America) | NM                         | Sem marca (No mark)                       |   |                                      |